# リネット・スカーボ

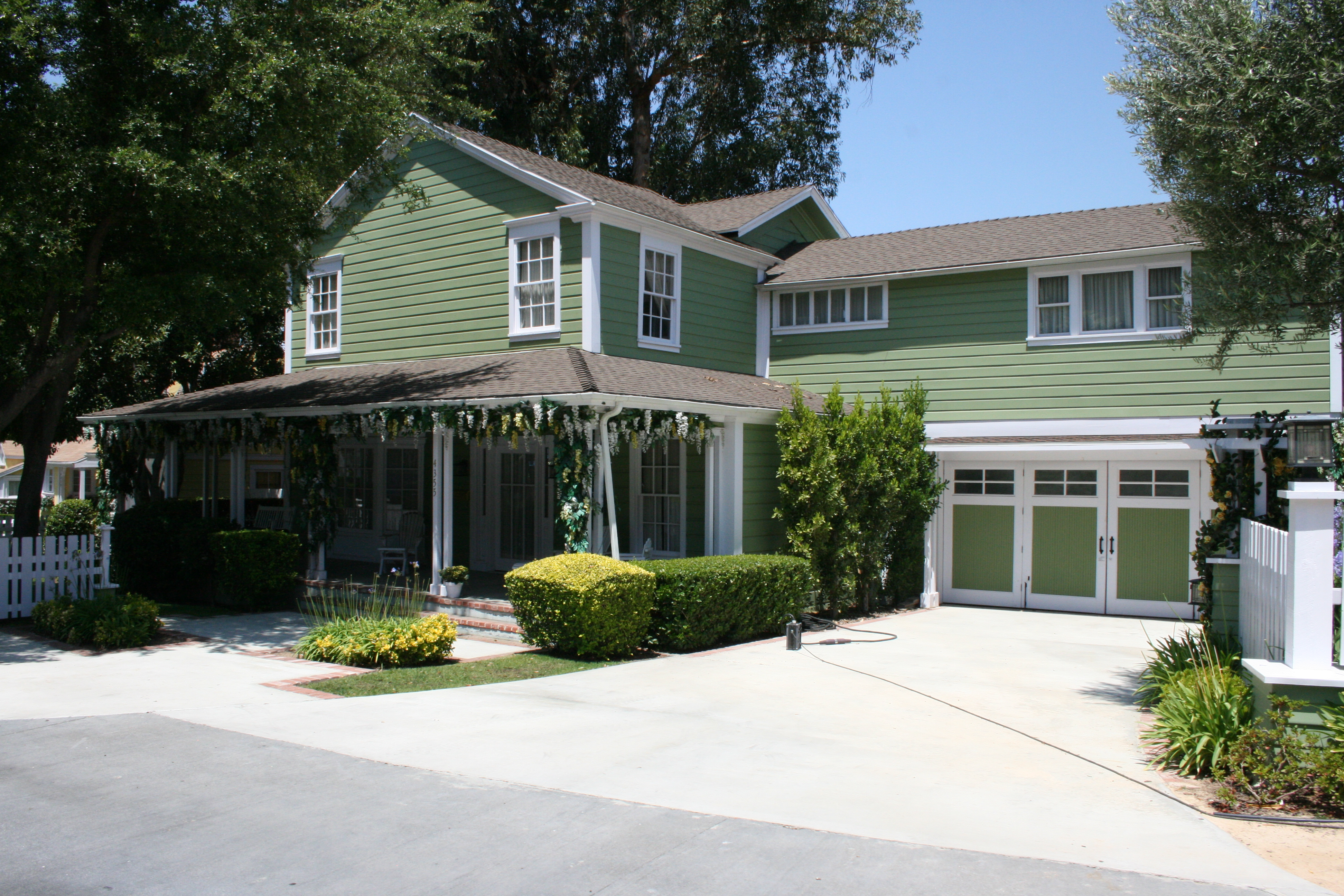
自宅

リネット・スカーボ（英：Lynette Scavo）は、アメリカ合衆国のABC『デスパレートな妻たち』に登場する架空の人物。このドラマの主人公の1人である。演じるのはフェリシティ・ハフマン。日本語版吹き替えは唐沢潤。

## 人物・経歴
1963年生まれ。ウィステリア通り4355番地に住む。旧姓はリンキスト（Lindquist）。リベラル派で教会に通う習慣がなく、体罰にも反対していて子供には「ぶつ」と脅すだけ。実社会でキャリアを積んだ経験から大人の駆け引きに長け、他人を説得する術にかけては抜群の才能を発揮する。家庭に入ってからは、幼い子供達の度を過ぎたやんちゃぶりにストレスをため込んでおり、自分だけが子供を躾けられないダメな母親だというコンプレックスを抱える。その反動か、かつて自分が優秀さを認められていた広告業界を懐かしんでいる。
幼い頃は家庭を顧みないひどい母親に育てられ、体罰を憎む姿勢はその頃に培われたらしい。大学卒業後は広告業界で活躍し、実力を買われて華々しい出世を遂げ、若くして幹部クラスまでのぼりつめた。しかし部下の一人であるトム・スカーボと恋に落ち、彼の恋人から略奪する形で結婚、妊娠を機に退社する。子供が次々と生まれ、双子のプレストンとポーター、すぐ下のパーカー、末っ子のペニーの4人の子供の母親となった。
初期の頃は、夫となるトムと出会ったのは上記の通り会社勤めしてからだったが、第7シーズンでは学生時代に寮生活をしていた時に知り合った設定へと変更になった。

## シーズン1
育児に苦しめられるリネットは、出張が多く不在がちなトムにも頼れず孤独感と怒りをため続けていく。やがて楽になろうと、双子に支給されたADHDの治療薬に手を出して薬物中毒に陥ってしまう。限界を感じたリネットは我を失って子供の前で怒り狂うが、突然死んだはずのメアリー・アリスが現れたことで我に帰る。さらに同じ母親であるスーザンやブリーに慰められ、育児の悩みは全ての母親が持つのだと悟ることが出来た。一人での育児は無理だと認めたリネットは、ベビーシッターを雇うことを決め、別の家から若い女性クレアをヘッドハントする。だがクレアは子供達を簡単に手なずけ、そのうえトムが彼女に性的な興味を持ち始めたため、妻と母の地位を守るためにクレアを解雇してしまう。
トムが重役に昇進するが、殆ど単身赴任状態になるポストだと知ったリネットは、家庭を守るために夫の会社の社長夫人にトムを降格するよう頼む。この秘密工作は成功するが、何も知らないトムはひどく落胆する。ある日トムが自分の会社に、リネットにトムを奪われた元恋人のアナベルを雇っていたことが発覚する。アナベルがトムを誘惑する危険を恐れるリネットは、アナベルに牽制を仕掛けてトムを怒らせる。アナベルを何とか夫から切り離そうと、昔の同僚にアナベルを引き抜くよう勧めたところ、有能なアナベルを失いたくない会社が彼女に重役の地位を与えてしまう。自分が奪われた重役の地位がアナベルにわたったことで、トムは激怒して会社を辞めてしまうが、前に重役ポストを逃がしたのは妻の仕業だったと知らされる。妻を許せないトムは自分が専業主夫となって家庭を守る代わりに、リネットに会社勤めをして家族を養うよう要求。夫の有無を言わさぬ剣幕に反論もできず、今後の家庭の行く末を案じながらも、リネットは広告業界に復帰する。

## シーズン2
「Parcher & Murphy」への入社にあたり、リネットは家庭と仕事との両立という難問に直面。家庭では、腰を痛めたトムのせいでペニーを面接に連れていかされて以後、放漫なトムの家事・育児に何とか意識改革をもたらそうと、散らかった家に鼠を放ったり、トムの前で双子の誘拐の予行演習をしたりする。また神経質なパーカーが母の不在とともに不安定になり、空想のベビーシッターを考え出すなど悩みが尽きない。仕事でも、直接の上司で独身のニーナが、部下の家庭や子供を尊重しない主義を貫くためにますますリネットの家庭離れが進行。パーカーの小学校入学式に出席できなかったり、ニーナの夜遊びに連れまわされる。
リネットはニーナの傲慢で失礼な言動に我慢出来なくなり、ついに態度の改善を求めるが鼻であしらわれる。しかし直後に受付のステューとニーナとの情事を目撃、リネットはこれを梃子にニーナに態度改善をせまる。リネットへの弱みを消すためニーナがステューを解雇すると、これに反発したリネットはステューに、社長のエドに事情を話すよう説得。しかしリネットの説得を、会社へのセクハラ訴訟の勧めと受け取ったステューは会社を脅迫し大金を請求。これに屈したエドは責任のあるニーナとその他大勢の社員を解雇し、リネットは意図せずニーナのポスト（副社長）につけられ、経営危機に陥った会社を立て直す羽目になる。
トムが復職を望み出し、リネットの反対を押し切り「Parcher & Murphy」に入社。エドによるトムへのいじめに怒ったり、夫婦で上司と部下の関係になったことにお互いストレスを感じることになる。ある日、リネットはエドに前戯としてチャットを薦め、夫婦のチャットを代行したせいで、エドの夫婦関係を悪化させてしまう。妻にチャットを代行した社員を解雇するよう求められ、会社の実質的な経営者リネットを切れないエドは、トムを張本人に仕立てて解雇する。
リネットは退社前後からトムがアトランティックシティに通い出したことを不審に思い、夫を尾行。そこでトムが女性の家を訪れているのを目撃し、離婚を決意して子供達と共に家を出る。だがトムから、結婚前に出来ていたが存在を知らなかった娘ケイラと、その母親ノーラに会っていたと聞かされ、夫妻は和解する。ノーラが挨拶に現れ、ケイラの養育費を要求してリネットと対立する。養育費をあきらめたノーラは、ウィステリア通りの近所に家を購入し、ケイラを連れて引っ越すとスカーボ夫妻に明かす。愕然とするリネットとトムに向かって、ノーラは「欲しいのはお金じゃない、家族だ」と語り、娘と共にスカーボ家の一員になると宣言する。